# Jokilampi (sjö i Norra Österbotten)
Jokilampi är en sjö i Finland. Den ligger i kommunen Kuusamo i landskapet Norra Österbotten, i den nordöstra delen av landet, 700 km norr om huvudstaden Helsingfors. Jokilampi ligger 236,3 meter över havet. Den är 11 meter djup. Arean är 50,8 hektar och strandlinjen är 4,71 kilometer lång. Sjön  ingår i Ijo älvs huvudavrinningsområde. 